# Сімон Якобсен
Сімон Скоу Якобсен (дан. Simon Skou Jakobsen, нар. 17 листопада 1990, Сількеборг, Данія) — данський футболіст, центральний захисник клубу «Хобро».

## Ігрова кар'єра
Сімон Якобсен народився у місті Сількеборг, де і починав грати у футбол на аматорському рівні. Пізніше він приєднався до футбольної академії місцевого клубу «Сількеборг». У 2009 році футболіст дебютував у першій команді і згодом підписав з клубом трирічний контракт.
Тільки 7 серпня 2010 року Якобсен зіграв свій перший матч у данській Суперлізі. Після чого захисник забронював за собою посиійне місце в основі. А навесні 2011 року Якобсен підписав з клубом новий контракт.
У січні 2020 року Сімон Якобсен перейшов до клубу «Хобро», з яким підписав контракт до кінця сезону. За результатами того сезону «Хобро» вилетів з Суперліги але сам Якобсен продовжив виступати за команду.